# 賽馬會數碼共融中心
賽馬會數碼共融中心（Jockey Club  Digital Inclusion Center - JCDIC）由香港賽馬會慈善信託基金撥捐1,000多萬元，於2011年成立，為長者及殘疾人士提供無障礙數碼服務，辨事處位於九龍石硤尾。
隨著香港賽馬會慈善信託基金對中心的資助於2017年8月完結，中心將服務重組，並以自負盈虧的形式運作，中心會繼續提供「數碼園地」及「數碼長腦」兩項服務。
「數碼園地」主要為殘疾及有特殊需要兒童提供評估及訓練，在報告期間，服務成為由關愛基金資助的「為正輪候資助學前復康服務的兒童提供學習訓練津貼」項目的認可服務機構，項目旨在為正在輪候資助學前復康服務的兒童提供學習訓練津貼，讓他們在輪候期間盡早接受服務，有助他們的學習及發展。
「數碼長腦」為六十歲以上有體能/認知障礙的長者提供評估及訓練服務，在二零一八至二零一九年度，服務繼續為由香港基督教服務處綜合家居照顧服務隊轉介患有認知及體能障礙的長者開辦個別訓練，同時亦為本會綜合家居照顧服務的服務使用者提供個別訓練。此外，更開辦恆常的「健康十段錦」運動小組，為長者設計合適的運動，讓他們能保持一定的活動能力。為協助長者使用資訊科技，服務開辦了手機學習班。有鑑於使用者對這類班組的反應熱烈，服務會定期舉辦相關的訓練讓長者能跟隨科技的發展。
中心亦與不同的機構及學校合作，為他們提供外展訓練服務，在過去一年，中心為一間護理安老院及一間特殊學校暨宿舍的服務使用者提供評估及訓練。這些合作伙伴十分滿意中心的服務，故未來中心會繼續與不同的團體合作，為有需要的長者及殘疾人士提供合適的服務。展望將來，中心計劃為長者開辦不同類型的資訊科技訓練班，同時會在短期內提供偶到服務，讓區內的長者及殘疾人士免費使用中心的電腦及其他科技產品，以便他們能接收更多外界的資訊，中心會繼續嘗試為長者及傷殘人士提供不同的服務，以配合他們的需要，並繼續推行中心的宗旨，讓他們能無障礙地接觸數碼世界。
服務
- 數碼工作室
- 數碼園地
- 數碼長腦

## 服務對象
- 長者
- 殘疾人士